# 君の心臓の鼓動が聞こえる場所
君の心臓の鼓動が聞こえる場所（きみのしんぞうのこどうがきこえるばしょ）は、成井豊作の日本の小説、及びそれを原作とした舞台。前作『わたしの嫌いな私の声』より17年ぶりの長編小説で、2008年11月にポプラ社より発行された。
2008年演劇集団キャラメルボックスで舞台化された。

## 書誌情報
- 『君の心臓の鼓動が聞こえる場所』 ポプラ社 2008年11月発行 ISBN 978-4-5911-0608-2

## 舞台
2008年に原作者が主宰している演劇集団キャラメルボックスで公演を行う。黒川智花の初舞台初主演作品である。
また、舞台映像を映画館でデジタル上映するLivespireという企画で、ソニーが制作・配給を行ない、2009年10月より全国主要都市の映画館で上映された。

### 公演概要

#### 札幌公演
- 期間：2008年11月1日 - 11月4日
- 場所：道新ホール

#### 神戸公演
- 期間：2008年11月9日 - 11月16日
- 場所：新神戸オリエンタル劇場

#### 名古屋公演
- 期間：2008年11月21日 - 11月23日
- 場所：名鉄ホール

#### 東京公演
- 期間：2008年11月29日 - 12月25日
- 場所：サンシャイン劇場

### キャスト
- いぶき - 黒川智花(客演)
- 典彦 - 西川浩幸
- 真知子 - 岡内美喜子
- 砂川 - 大内厚雄
- 岩見沢 - 筒井俊作
- 小樽 - 三浦剛
- 花絵 - 大森美紀子
- 美華子 - 前田綾
- 孝造 - 菅野良一
- 奥知 - 実川貴美子
- 亀田 - 岡田さつき
- 松前 - 阿部丈二
- 亜希子 - 温井摩耶

### スタッフ
- 作・演出：成井豊・真柴あずき
- 企画・製作：ネビュラプロジェクト